# U/17 Ligaen
U-17 Ligaen er den højest rangerende liga for U-17-hold i DBU-regi. Ligaen består af 13 hold, der alle møder hinanden 2 gange.

## Resultater
| År      | Guld            | Sølv            | Bronze          |
| ------- | --------------- | --------------- | --------------- |
| 2004    | Brøndby IF      | Randers Freja   | F.C. København  |
| 2005    | F.C. København  | FC Midtjylland  | Lyngby Boldklub |
| 2006    | Lyngby Boldklub | FC Midtjylland  | Brøndby IF      |
| 2007    | Odense Boldklub | FC Midtjylland  | Brøndby IF      |
| 2008    | Lyngby Boldklub | Brøndby IF      | FC Nordsjælland |
| 2008-09 | FC Midtjylland  | Lyngby Boldklub | Odense Boldklub |
| 2009-10 | FC Midtjylland  | Lyngby Boldklub | Brøndby IF      |
| 2010-11 | Brøndby IF      | AaB             | Esbjerg fB      |
| 2011-12 | Brøndby IF      | AGF             | Esbjerg fB      |
| 2012-13 | Esbjerg fB      | FC Midtjylland  | Randers Freja   |
| 2013-14 | FC Midtjylland  | AaB             | Randers Freja   |
| 2014-15 | Brøndby IF      | FC Nordsjælland | Esbjerg fB      |
| 2015-16 | F.C. København  | FC Nordsjælland | FC Midtjylland  |
| 2016-17 | AGF             | Brøndby IF      | FC Nordsjælland |
| 2017-18 | AGF             | F.C. København  | AaB             |
| 2018-19 | FC Nordsjælland | Silkeborg IF    | FC Midtjylland  |